# Iljušin Il-38
Iljušin Il-38 "Delfin" (NATO oznaka: May) je štirimotorno turbopropelersko letalo za mornariško patruljiranje in protipodmorniško bojevanje. Zasnovali so ga v Sovjetski zvezi v 1960ih, prvi let je bil 27. septembra 1961. Platforma za Il-38 je bil potniški Iljušin Il-18. 
Il-38 je bil v proizvodnji do prihoda Tupoljeva Tu-142 – mornariška različica bombnika Tupoljev Tu-95. 
Po izgledu in konfiguraciji je Il-38 podoben ameriškemu Lockheed P-3 Orion. 

## Specifikacije (Il-38)
Podatki iz Russian Navy at RIAT 1996
Splošne značilnosti
- Posadka: 7–8
- Dolžina: 40,185 m (131 ft 10 in)
- Razpon kril: 37,4 m (122 ft 8 in)
- Višina: 10,17 m (33 ft 4 in)
- Površina kril: 140 m2 (1.500 sq ft)
- Teža praznega letala: 35.500 kg (78.264 lb)
- Maks. vzletna teža: 66.000 kg (145.505 lb)
- Pogon letala: 4 × Ivčenko/Progress AI-20M turbopropi, 3.151 kW (4.225 hp)  vsak

Zmogljivost
- Maks. hitrost: 645 km/h (401 mph; 348 kn)
- Največji doseg: 7.500 km (4.660 mi; 4.050 nmi)
- Trajanje leta: 13 ur
- Višina leta: 11.000 m (36.089 ft)
- Hitrost vzpenjanja: 5,33 m/s (1.049 ft/min)

Oborožitev

- 20000 lb (9000 kg) bomb, torpedov, globinskih bomb, morskih min in boj